# 米哈伊利夫卡 (科羅斯滕市鎮)
51°4′27″N 28°39′35″E / 51.07417°N 28.65972°E
米哈伊利夫卡（烏克蘭語：Михайлівка）是位於烏克蘭北部的村莊，由日托米爾州科羅斯滕區的科羅斯滕市鎮負責管轄。該村始建於1793年，面積3.19平方公里，海拔高度162米，2001年人口1,197，人口密度每平方公里374.88人。